# Мост Александра Невского (Великий Новгород)
Мост Алекса́ндра Не́вского — мост через Волхов в Великом Новгороде. Назван в честь новгородского князя Александра Невского.
Соединяет Софийскую и Торговую стороны города в районе улиц Розважа и Фёдоровский Ручей. Длина моста — 279,36 метра. Ширина проезжей части — 12 м, ширина тротуаров — 2,3 м.

## История
Уже через несколько дней после освобождения Новгорода от немецких войск для обеспечения скорейшей транспортной коммуникации был наведён понтонный мост, шедший от Владимирской башни Детинца к улице Большевиков (Бояна). В то же время, в феврале 1945 года на месте современного моста им. А. Невского было начато строительство временного деревянного, который был запущен в эксплуатацию к концу 1945 года.
Согласно Первому Генеральному плану восстановления послевоенного Новгорода, планировалось строительство автомобильного моста на традиционном месте от Детинца к Ярославову Дворищу. Уже разработанный проект в конце 40-х годов был отклонён, поскольку на этом месте было решено в ближайшем будущем построить пешеходный мост.
В 1952 году Фёдоровский ручей был засыпан, заасфальтирован и превращён в обычную улицу. В 1954 году на его месте был возведён трёхпролётный мост на бетонных быках. Автор проекта — архитектор В. Павлушков.
16 ноября 1954 года Государственная комиссия приняла в эксплуатацию каменно-бетонный мост, поставив оценку «отлично». Позднее мост получил своё современное название по одноименной правобережной набережной.

## Достопримечательности
- В непосредственной близости от моста расположены Новгородский детинец и Ярославово Дворище.
- На перекрёстке улиц Фёдоровский Ручей и Большой Московской (съезд с моста на Торговую сторону) находится один из двух новгородских подземных переходов.

Проезжая часть моста Александра Невского

## Ремонт
С 11 октября по 13 октября 2008 года, в связи с проведением работ по ремонту асфальтобетонного покрытия проезжей части, было закрыто движение всех видов транспорта по мосту
С 20 апреля по 1 сентября 2013 года в связи со вторым этапом капитального ремонта моста А. Невского было закрыто движение для всех видов транспорта, кроме общественного и спецслужб. Объезд был организован через Колмовский мост, что сказалось на загруженности города, особенно в час пик.